# GEM Capital
GEM Capital — международная инвестиционная компания, работающая в сфере прямых инвестиций и венчурного капитала. Главный офис компании расположен в Пафос (Республика Кипр).

## История
Компания была основана в 2017 году предпринимателем Анатолием Палием в результате консолидации активов нефтегазового сектора, включая нефтедобывающую компанию First Oil. В 2019 году First Oil была продана бывшему генеральному директору Сибура Якову Голдовскому.
Инвестиционный портфель GEM Capital насчитывает более 30 проектов из России, Европы, США и Израиля. Компания инвестирует средства в следующих сегментах:
- нефте- и газодобыча,
- специализированная химия,
- разработка мобильных и компьютерных игр и индустрия цифровых развлечений,
- производство новых материалов (производство и применение углеродных нанотрубок и графена),
- экологические проекты (биоразлагаемые материалы и продукция на их основе).

## Направления инвестиций

### Нефтегазовые проекты
В декабре 2020 года компания разместила предложение о приобретении 100 % акций Volga Gas plc. за $25 млн. Сделка была закрыта в апреле 2021 года.

### Специализированная химия
В декабре 2020 года GEM Capital в партнёрстве с Industry Partners Corporation совершили сделку по приобретению предприятия «Корунд-Циан», крупнейшего производителя цианида натрия для золотодобывающей промышленности.

### Игры и цифровые развлечения
С 2019 года GEM Capital активно инвестирует в рынок гейминга и развлечений. В фокус компании попадают студии, разрабатывающие игры и другие развлекательные продукты для мобильных устройств, ПК / консолей и VR.
GEM Capital проинвестировал средства в более чем 15 компаний, включая Mundfish (разработчиков Atomic Heart), Owlcat Games (разработчиков Pathfinder: Kingmaker), Weappy (разработчиков This is the Police), Deus Craft (разработчиков Grand Hotel Mania), продюсерский центр 110 Industries и социальную сеть для геймеров Gameram.
В декабре 2019 года GEM Capital проинвестировал $1 млн в московскую студию Owlcat Games, известную по играм Pathfinder: Kingmaker и Pathfinder: Wrath of the Righteous.
В августе 2020 года пул инвесторов, в состав которого вошёл GEM Capital, осуществил инвестиции в размере $20 млн в игровое издательство 110 Industries.
В январе 2021 года Mundfish, портфельная студия GEM Capital, разрабатывающая Atomic Heart — высокобюджетный сюжетный ААА-шутер от первого лица, объявила об успешном закрытии нового раунда финансирования. Инвестиционный раунд возглавил Tencent при участии существующих инвесторов — GEM Capital и основателя Gaijin Entertainment.
В апреле 2021 года GEM Capital проинвестировала $1,4 млн в белорусскую студию разработки видеоигр Weappy, создавшую серию игр This Is the Police.
В апреле 2021 года GEM Capital вместе с партнёрами основал The Games Fund — новый венчурный фонд ранних стадий, который специализируется на инвестициях в игровых разработчиков из Восточной Европы, преимущественно в создателей мобильных игр. Величина привлечённых фондом средств — $50 млн. США. GEM Capital выступает в роли основателя и крупнейшего инвестора The Games Fund, а также участвует в оперативном управлении фондом, в том числе в поиске и выборе объектов для инвестирования.
В июле 2021 года компания проинвестировала $500 тыс. в социальную сеть для геймеров Gameram, основанную Филиппом Гладковым, который ранее возглавлял игровую студию Pixonic.
В августе 2021 года GEM Capital проинвестировал $1,7 млн в студию Unfrozen, авторов ролевой тактической игры Iratus: Lord of the Dead.
В ноябре 2022 года GEM Capital сообщила, что совместно с The Games Fund проинвестировала $4 млн (по $2 млн от каждого фонда) в студию Eschatology Entertainment и их неанонсированную игру. Студия Eschatology Entertainment основана ветеранами индустрии Виктором Антоновым (Valve, Arcane), а также тремя бывшими сотрудниками компании Wargaming. 
По данным аналитического агентства InvestGame, GEM Capital входит в число самых активных венчурных инвесторов в сфере игр в мире. У компании один из крупнейших инвестиционных портфелей в этой отрасли в странах Восточной Европы и СНГ.

### Направление новых материалов
В фокусе GEM Capital — венчурные инвестиции в проекты из сегмента новых материалов. Приоритет компания отдаёт проектам в области производства и применения одностенных углеродных нанотрубок и графена, о чём в декабре 2020 года в интервью газете «Коммерсант» сообщил основатель GEM Capital Анатолий Палий. В данном направлении инвестиционная группа присутствует в рамках двух компаний — лидера отрасли OCSiAl, а также израильского технологического стартапа Nemo Nanomaterials.
В июле 2021 года портфельная компания GEM Capital — OCSiAl — привлекла инвестиции от одного из лидеров отрасли производства систем кондиционирования воздуха Daikin Industries. В рамках сделки OCSiAl была оценена в $2 млрд.

### Инвестиции в экологические проекты
В 2021 году GEM Capital начал вести работу в новом для компании инвестиционном направлении экологических проектов. В июне 2021 года на ПМЭФ 21 GEM Capital и ООО «Био Планета» подписали меморандум о сотрудничестве в области поставок молочной кислоты в качестве сырья для производства полилактида (PLA — биоосновный и биоразлагаемый пластик), а также в области будущей дистрибуции производимой на основе PLA продукции.